# Cantone di Quercy-Rouergue
Il Cantone di Quercy-Rouergue è una divisione amministrativa dell'arrondissement di Montauban.
È stato istituito a seguito della riforma dei cantoni del 2014, che è entrata in vigore con le elezioni dipartimentali del 2015.

## Composizione
Comprende i comuni di:
- Castanet
- Caylus
- Cayriech
- Cazals
- Espinas
- Féneyrols
- Ginals
- Labastide-de-Penne
- Lacapelle-Livron
- Laguépie
- Lapenche
- Lavaurette
- Loze
- Monteils
- Mouillac
- Parisot
- Puylagarde
- Puylaroque
- Saint-Antonin-Noble-Val
- Saint-Cirq
- Saint-Georges
- Saint-Projet
- Septfonds
- Varen
- Verfeil